# 林儁
林儁（1733年—1805年），亦林西厓，號西厓或号西崖，父林國泰和康熙密太妃王氏同属江蘇蘇州府長洲縣人，后放出为順天府大興縣籍，傅恒、福康安家人。乾隆二十五年舉人，揀發入川署四川多地知縣，後歷任成都知縣、敘永廳同知、重慶府知府、成綿道、四川按察使、四川布政使。曾隨阿桂、福康安從征金川之役、廓爾喀之役、川楚教亂，總理軍餉糧運，功勳卓越,《卫藏通志》记载较多。乾隆特旨擢為四川布政使，代辦四川總督事務，授從二品通奉大夫。在川為官四十年，與川省大員文绶、富勒渾、李世傑、富察奎林、明亮、和珅弟和琳、孫士毅、勒保關系好，官民皆所信服愛戴，被稱為川省大員中第一老成可靠之人。林儁亦是清代巴蜀第一大詩人张问陶的岳父。今「勤奮」一詞即源自乾隆對林儁的評價：似此勤奮出力之員，豈可拘其家世，不加獎勵。

## 生平
林儁，字西清，號西厓，行一，順天大興籍廪膳生，住崇文门内齐凤楼胡同（栖凤楼胡同），习诗经，祖籍江苏苏州长洲人（苏州府志），祖上更早源自福建。雍正癸丑年二月十九日生，父林国泰、养父林国柱和林儁先后为傅恒、福康安家人。乾隆二十五年順天舉人第四十八名，二十六年入川。歷任成都知縣、敘永廳同知、重慶府知府、成綿道、四川按察使、乾隆特旨擢四川布政使。乾隆三十三年大学士傅恒、吏部尚书托恩多遵旨议准林儁实授四川内江知县，不久调任成都知县。又随大将军阿桂从征金川，立功，升重慶府知府、再升四川成綿道即川西道。五十六年，傅恒侄奎林为林儁保荐卓异，称其才识优长，老成持重。四十七年，四川布政使查礼升任湖南巡抚，福康安保奏林儁补查礼之缺任四川布政使，乾隆本来欣赏林儁，正有此意。但福康安刻意隐瞒其和林儁的主仆关系被乾隆发现，乾隆责成福隆安传谕训斥弟弟福康安欺君，没有说明他和林儁的关系，由此林儁的升迁被停滞十年。五十七年，大将军福康安奏为盐茶道林儁蒙恩赏戴花翎代奏谢恩；次年，福康安又为林儁升四川按察使代奏谢恩；五十九年，福康安任云贵总督，奏调家仆林儁亲赴宁远专办铜局铸钱。乾隆六十年，由福康安、和珅弟和琳保举，再升四川布政使，由福康安親自傳諭，乾隆称其勤奋，虽出身卑微，但破例擢为布政使大员。乾隆还作御製詩題林儁。
《清實錄》等檔案顯示林儁父林國泰在福康安年幼時就是其家僕，因效力有功，從傅恆家放出，改為北京大興民籍。林儁原本出身極其卑微，但受福康安、奎林、和珅弟和琳、孫士毅、勒保等滿洲貴族青睞重用，再加自身勤奮，在川效力年久。尤其在乾隆朝金川、西藏、苗疆幾次大戰役中，總理軍餉糧運後勤，功勞顯赫。乾隆欽賜花翎，特旨破格升為大員四川布政使，代辦四川總督事務。嘉慶掌權後，與其關係密切的福康安、和珅、孫士毅等貴族被懲，林儁託病解任得以保全。林儁從乾隆二十六年入川，嘉慶六年病辭回京，在川為官四十年。一等侯勒保稱其「實係川省大員中第一老成可靠之人」。林儁家族聯姻廣，如和太子太傅上書房總師傅周煌家。其女婿張問陶更被稱為元明清巴蜀第一大詩人，與袁枚、趙翼合稱清代「性靈派三大家」。今「勤奮」一詞即源自乾隆對林儁的評價：「似此勤奮出力之員，豈可拘其家世，不加獎勵」。 林儁在西藏曾設計抓捕仲巴呼圖克圖，為乾隆幾次大戰役的後勤調劑立下功勞，著《由藏歸程記》，並在川藏間捐建林公通惠橋。成都做官時，他常去都江堰巡視，至今留有其碑文，川民感恩思之。2011年，在北京大興區舊宮鎮南街南二條路南側發現林儁墓碑。上刻「皇清誥授通奉大夫四川布政使司布政使西厓林公誥封夫人姜夫人之墓」，碑高兩米，碑額篆體刻'恩留全蜀'四字，碑身四周刻十龍邊飾，其墓碑亦收入《雪屐尋碑錄》。
林儁與福康安、福康安堂兄奎林、和珅弟和琳、孫士毅、和瑛、顾光旭、吴省钦、查礼、王凤仪、沈清任、杨潮观等人友好。女兒林颀，即林佩环，清代女詩人，嫁雍正朝宰相張鵬翮的玄孫大詩人张问陶。《清詩紀事》：四川布政使林儁，在川年久，熟悉蜀地情而已。凡督師者，如經略勒保，將軍永保、明亮，先後入請室。
《四川通志》有：林儁，字西崖，江蘇人，順天大興籍，乾隆二十五年舉人，由内江縣知縣調成都，从征金川叙勞，歷升永寧道調鹽茶道，時富順射洪諸县负帑銀二十餘萬，湊限十年歸納，儁爲設法，甫及九年而積欠悉完，歲修都江各堰，通濟農田，或雨澤愆期，躬步祷灌縣李二郎廟，輒有應。五十五年，莠民朱添順、吉和尚，潜謀以元旦焚掠成都，儁廉得之，密揀丁役名捕，奔馳二十晝夜，悉就擒。五十六年，廓爾喀番部擾後藏，班禪告急，上命福康安、海蘭察率師征之，飭後藏管事人仲巴胡圖克圖促运軍糧，以待明年六月，大兵先後抵前藏，糧不至，兵氣阻。將軍福康安使儁驰往後藏，召仲巴胡圖克圖，縳而數之曰：汝以宗喀屯糧爲足用，今師至而乏食，汝罪當死，令部率磨刃以俟時，番夷從者數千人皆礱伏，不敢動，出糌粑三千石爲餉，儁後以二品頂帶，啗富賈马伏龍，募骡馬环运以济，軍聲始振。是年，廓爾喀平。五十八年，成都盜杜朝举、王应珑及其黨李自祥等三十餘人，揭竿焚掠，儁星夜驰捕戮之，懲治姦宄盜，鑄川境肃然。官鹽茶道十八年，前後署按察使事十三次，讞獄多所平反，後以從征黔楚逆苗功，高宗純皇帝特旨授四川按察使，嘉慶二年（應為乾隆六十年）擢布政使，籌辦達州白蓮教賊，以勞疾乞歸。袁枚《隨園詩話》批語有船山（張問陶）為四川藩司林儁之婿，貌不見美，惟詩才超雋，近今所無。林儁即福康安之世仆也。見《詩話補遺》，卷六第四四條。

## 履历
- 出生 雍正11年2月19日（亦有雍正9年生，清代官員年齡常少報兩三歲）
- 父林國泰系傅恆、福康安家僕 乾隆？年
- 北京大興縣廩膳生 乾隆？年
- 舉人 乾隆25年
- 揀發入川 乾隆26年
- 歷署四川安縣、威遠、樂山、溫江、榮縣等處知縣	乾隆26年-乾隆31年	國立故宮博物院圖書文獻處清代宮中檔奏摺及軍機處檔摺件, 403042468號
- 傅恆、託恩多奏補林儁為四川內江知縣 乾隆31年
- 成都知縣兼署華陽知縣 乾隆34年-乾隆35年
- 丁憂 乾隆35年
- 丁憂未完因戰事總督德福奏請留川 乾隆36年
- 金川戰役，交大將軍阿桂、總督文綬差委，派[在西路軍營辦事]	乾隆[36]年-乾隆[38]年	清實錄：高宗純皇帝實錄, 卷927, 頁473
- 四川敘永廳同知	乾隆[37]年-乾隆[38]年	清實錄：高宗純皇帝實錄, 卷927, 頁473
- 重慶府知府 乾隆[38]年-乾隆[40]年 道光《重慶府志》
- 金川軍功升署永寧兵備道 乾隆40年 第一歷史檔案總督富勒渾奏請
- 四川鹽茶分巡成(都）綿（阳）道駐省會成都	乾隆[41]年-乾隆57年	中央研究院歷史語言研究所內閣大庫檔案, 067873號,030030號
- 四川按察使(署)	乾隆44年-乾隆？年	國立故宮博物院圖書文獻處清代宮中檔奏摺及軍機處檔摺件, 403037915號
- 四川按察使(署)	乾隆45年-乾隆46年	國立故宮博物院圖書文獻處清代宮中檔奏摺及軍機處檔摺件, 028349,030475號
- 四川按察使(署)	乾隆46年-乾隆？年	國立故宮博物院圖書文獻處清代宮中檔奏摺及軍機處檔摺件, 403039468號
- 乾隆命福隆安傳諭福康安責備其保薦林儁時隱瞞和林儁家族源流主僕關係
- 四川按察使(署)	乾隆？年-乾隆[50]年	中央研究院歷史語言研究所內閣大庫檔案, 044957號
- 四川按察使(署)	乾隆48年	國立故宮博物院圖書文獻處清代宮中檔奏摺及軍機處檔摺件, 034194,403045789號
- 四川按察使(署)	乾隆51年	國立故宮博物院圖書文獻處清代宮中檔奏摺及軍機處檔摺件, 403048793,403049736號
- 四川按察使(署)	乾隆52年	國立故宮博物院圖書文獻處清代宮中檔奏摺及軍機處檔摺件, 403051161,403051970號
- 四川按察使(署)	乾隆53年	國立故宮博物院圖書文獻處清代宮中檔奏摺及軍機處檔摺件, 403053644,403054426號
- 四川按察使(署)	乾隆55年-乾隆56年	國立故宮博物院圖書文獻處清代宮中檔奏摺及軍機處檔摺件, 043173,026760號
- 軍營總理、照料入藏官兵及軍需事宜	乾隆56年-乾隆[58]年	清實錄：高宗純皇帝實錄, 卷1386, 頁614
- 賞戴花翎	乾隆[57]年-	清實錄：高宗純皇帝實錄, 卷1403, 頁845
- 按察使銜	乾隆57年-乾隆60年	清實錄：高宗純皇帝實錄, 卷1407, 頁918-919
- 四川按察使	乾隆57年-乾隆60年	清實錄：高宗純皇帝實錄, 卷1419, 頁1094-1
- 福康安專委經理四川寧遠府設局開鑪改鑄小錢事	乾隆59年-乾隆[60]年	清實錄：高宗純皇帝實錄, 卷1459, 頁469
- 隨福康安、大學士孫士毅等進剿苗匪籌辦軍糧	乾隆60年-？	清實錄：高宗純皇帝實錄, 卷1493, 頁978-979
- 加布政使銜	乾隆60年	清實錄：高宗純皇帝實錄, 卷1491, 頁948-1
- 四川布政使	乾隆60年-嘉慶4年	清實錄：高宗純皇帝實錄, 卷1493, 頁978-2 乾隆曾降旨王公家僕外用不過道府、內用不過郎中，不得超三品。林儁其父林國泰原系傅恆、福康安家僕，因林國泰效力，一支抬出改入民籍。林儁，在川年久有為，金川、廓爾喀之役、征黔楚逆苗，功勳顯卓，不必拘於出身卑微，特旨授四川布政使，由福康安親自傳諭，讓其倍加努力報效。
- 乾隆御製詩題林儁 乾隆？年- 嘉慶？年 御製詩(四庫全書本)
- 代辦四川總督事務 嘉慶？年 第一歷史檔案館檔案04-01-13-0148-018
- 因病解任暫住成都	嘉慶4年-嘉慶6年	中央研究院歷史語言研究所內閣大庫檔案, 170990號
- 一等侯勒保奏請加督撫銜 嘉慶6年
- 原品休致回京	嘉慶6年-嘉慶7年	中央研究院歷史語言研究所內閣大庫檔案, 170990號
- 卒，碑刻恩留全蜀 嘉慶10年

## 家族
- 曾祖父母：林孟卿、沈氏或冼氏。已故林孟卿和沈氏。
- 祖父母：林文正（疑遷江蘇蘇州）、陸氏。乾隆四十二年、四十五年、六十年皆因孫林儁貴，先後賜贈四品、三品、二品誥命。
- 堂叔祖：林文德, 康熙四十五年生（乾隆十五年正月时四十四岁），《八旗世袭谱档》所载,佟养性后代的牛录内,“炮手. 林文德、李成斌等二族,系信郡王(信郡王即豫亲王之后门上. 包衣开出之人”。林文德早年为王府包衣、炮手，中年入内阁典籍，晚年外放为官。《清代官員履歷檔案全編》又有林文德係正蓝旗漢軍佟椿齡（佟养性五世孙）佐領下监生,乾隆十四年，由内阁中书外放浙江湖州同知，后任杭州、海宁同知、梧州、柳州知府、西安知府等，晚年在江浙为官任江安粮道。
- 父母：林國泰 （原爲乾隆富察皇后家傅恆、福康安家僕，甚爲效力。乾隆二十一年後，大量王府包衣放出，林國泰一支放出爲順天大興民籍，時福康安尚年幼無知。林國泰疑似在雍正朝或乾隆初由江蘇蘇州入京服侍富察家族，同時期江蘇一批漢人如怡嬪柏氏、陸貴人陸氏、林貴人林氏入京成為乾隆妃嬪。林國泰弟林國柱在乾隆初為順承郡王熙良、泰斐英阿屬下，順承郡王娶富察傅文女，即福康安堂姐。乾隆四十七年九月二十八日：壬戌。諭軍機大臣等、朕昨欲將林儁補授查禮之缺。福隆安奏稱、林儁係伊家奴林國泰之子。從前因林國泰出力。將伊一族放出。其子林儁、遂得自雜職洊陞道員等語。福康安昨來陛見。惟保舉林儁結實可用。而此故並未奏及。伊豈不知耶。或伊從前年幼。謂之不知猶可。今任四川總督。林儁乃其屬員。謁見時自必感念舊恩。敘及前事。使林儁不言及。則為昧良。林儁既必言及。福康安何得諉為不知。本應交部嚴議。姑念伊兄福隆安據實具奏、從寬 免究。福康安、著嚴行申飭。嗣後益當感激朕恩。凡事實心辦理。若再有諱飾。朕必將伊治罪。嘉慶六年，一等侯勒保请奏病退四川布政使林儁，在川为官四十年，历任四川总督皆曾请教于林儁，官民爱戴，实属川省第一大员，请嘉庆帝为病退林儁加总督巡抚衔。嘉庆帝知道林儁与乾隆朝得势的福康安、孙士毅、和珅、和珅同党吴省钦吴省兰、洪亮吉家族关系密切，这些人皆为嘉庆不喜，不予批准加林儁督抚衔。历史档案嘉庆帝朱批如下：“林儁本系傅恆家人,從前皇考曾經降旨,不得過三品官階,嗣因其在川辦理軍務實屬出力,是以擢用藩司,今准其原品休致。已属加恩,沒有因病回籍之员,无故加督抚升衔之理。林儁籍隶顺天,将来病痊后如果精力未衰,联仍当施恩召见,再予录用,此时何用勒保渎奏耶!” 袁枚《随园诗话》批语有：船山（张问陶）为四川藩司林儁之婿，貌不见美，惟诗才超隽，近今所无。林儁即福康安之世仆也。清平步青著《霞外攟屑》有：林儁之父系福康安之家仆，如安图系宰相明珠家仆，安图子安岐，亦是明珠孙承安管家） 、林國泰配嚴氏。
- 姐：林氏嫁雍正十三年拔贡、安庆府学盛朝。盛朝寄籍顺天宛平，是桐城人姚鼐世父姚范的同学、同科拔贡。其子盛林基，寄籍顺天府叔叔林儁家籍下，冒其姓，榜名林基，乾隆举人，后官经云贵总督福康安提拔升任云南等地同知知府。姚鼐家族姚氏为张廷玉的母亲和妻子，张廷玉父张英墓志为张问陶高祖张鹏翮撰，姚鼐族孙姚元之又是张问陶学生。
- 叔：福康安府看门人，林儁女婿张问陶好友乐钧著《耳食錄》有：福康安的“司阍林姓，即林臬台之叔”。
- 妻：姜氏（誥封二品夫人）、生于乾隆二年，原侍郎李煦之孙女、家奴李以鼐之女，本姓姜。
- 子：有五子。長子林芳，字雨亭或香亭，蔭生，曾官山东济南府同知、湖北襄阳同知；次子林華（1758年-？），字松岩，乾隆五十七年壬子科舉人，川楚間捐納同知，官武昌、襄樊、宜昌、新滩同知署宜昌府知府；三子林英，字庚堂，四川成都府崇慶州州同；四子林芬（行四），字朴園，號希白，和兄林華乾隆五十七年同科舉人，官山西右玉縣、芮城縣知縣多年，喜咏有政声，著《慎因书屋诗全集》、《妙香书屋诗草》、解州关帝庙《谒庙敬成二十韻》，《灵石县志》有其诗“谒韩侯庙”。林芬老師太常寺卿梁上國，林芬友人有劉大觀、张大镛、宗人府府丞李鋐之子李世治、山西汾州府知府徐承庆、侍郎王士棻侄子王志湉和王志瀜、賈汝愚、漢軍(趙)福敬（号谷泉，其嫡堂姪孫趙文穎为趙尔丰父）、；五子林蕃（行七），字東原，江西鄱陽縣試用縣丞，娶太子太傅周煌孙女、左都御史周兴岱次女，林蕃姐夫张问陶妹妹张筠的公公高瑛作有小阳《朔东源大侄至自玉符二兄》， 史善長赠林蕃诗有《重别林東原少尹》。
- 女：两人，一女未知。蔭生一女林頎，字韻徵，號佩環，清代女詩人，嫁蜀中第一大詩人張問陶。
- 甥：《吴门补乘》：林儁姐姐之子盛林基，乾隆元年生，字嘉荫,号苹洲，榜姓林，江苏苏州长洲人，顺天林儁之甥，冒其姓，寄籍大兴，早林儁一年于乾隆二十四年中举人，王文治同年好友，大挑知县,三十一年发江西试用，历署龙南、都昌知县,莲花厅、吉安、南昌府同知，后去云南，由上司云贵总督福康安提拔升任威远同知、新兴知州、署普洱府、临安府、澂江府知府。著有《苏郡城河三横四直图说》。乾隆五十一年底，雲南巡撫劉秉恬疏稱普洱府威遠同知盛林基終母養等因前來查同知盛林基終母養應准其回籍終養定例内在京漢官患病者准其回籍調理俟病痊之日赴部補用等語。
- 女婿：張問陶（亦張船山），元明清巴蜀第一大詩人，與袁枚、趙翼合稱清代「性靈派三大家」，高祖張鵬翮為雍正朝宰相，叔祖張懋齡娶世襲衍聖公孔毓圻之女。清代民國，張問陶被認定為《紅樓夢》續作者高鶚的姐夫，今學者否之。張問陶與高鶚為同年順天中舉，其贈高鶚題詩有紅樓八十回後俱為高鶚所補，又有詩自注妹嫁漢軍高氏，而高鶚正是漢軍高氏。清代和民國眾多文人如宗室盛昱、震鈞、胡適、張愛玲、吳世昌曾認定其必是高鶚姐夫。現代學者通過張氏族譜發現其妹嫁鑲黃旗漢軍騎都尉高揚曾，應為名臣高其位的曾孫。乾隆三十三年，高揚曾父高瑛署四川榮縣貢井縣丞，次年林儁任此職；三十九年高瑛署重慶涪州知州時，林儁任重慶知府。高瑛家多人在川為官，其中高其佩曾官四川按察使、高越署四川布政使。高扬曾父高瑛的兄弟辈子有川北鎮總兵高琦、重慶總兵高瑹、貴州知州高瑋等。高鶚自稱「鐵嶺高鶚」、「奉天高鶚」，是為攀附同旗的鐵嶺高氏（高其位、高其佩、高其倬家族）。清代宗室盛昱編《八旗文經》將高瑛放於高鶚詞條後，可能認定他們是同族，記為：「高鶚，字蘭墅。隸內務府鑲黃旗漢軍。乾隆乙卯三甲一名進士。高玥乘亭、高瑛東岡、高芬芸圃，均有集。卷二十三　《操縵堂詩稿》跋。」
- 孫：林喬，林芳之子，嘉庆九年林儁随长子林芳在山东侨寓养病。送其孙林乔在山东聊城举人叶葆私塾学习。还有一孙为林芬之子，早夭，过继弟林蕃（行七）之子为继嗣。
- 外孫女：張問陶和林頎有三女。一名张知仪嫁太子太保刑部尚書戴敦元之子戴鶴齡；一嫁濟源望族李氏直隸祁州知州李傑，其父署江蘇按察使李師舒，其孫進士李仁元。
- 家族關聯：主人福康安。好友有滿洲貴族福康安堂兄奎林、明亮、和珅弟和琳、鄂輝、大學士孫士毅、大臣和瑛、一等侯勒保，漢人官員顧光旭、吳省欽（和珅同黨）、查禮、杨揆、王鳳儀、沈清任、楊潮觀、朱孝純(见朱孝純著《海愚詩鈔》）、姚鼐、钱楷、張人龍、程尚濂、劉煊等。林儁兒女姻親乃乾隆朝重慶涪陵籍太子太傅上書房總師傅兵部尚書銜周煌之子左都御史周興岱。林儁女婿張問陶曾被紅學界認定為《紅樓夢》續作高鶚的姐夫，今學者證實為高其位孫高瑛之子騎都尉高揚曾，鑲黃旗漢軍奉天高氏，高鶚攀附其族。
- 幕僚属下：状元石韫玉（石韫玉是林儁女婿张问陶的密友），为林儁退休作《上林西崖方伯禀》